# Xenotemna
Xenotemna là một chi bướm đêm thuộc họ Tortricidae.

## Các loài
- Xenotemna pallorana Robinson, 1869